# Macrobrochis nigrescens
Macrobrochis nigrescens är en fjärilsart som beskrevs av Mr. 1878. Macrobrochis nigrescens ingår i släktet Macrobrochis och familjen björnspinnare. Inga underarter finns listade i Catalogue of Life.